# Mateo Alemán
Pour les articles homonymes, voir Alemán.
Mateo Alemán (né à Séville en septembre 1547 et mort au Mexique vers 1614) est un écrivain espagnol, surtout connu comme auteur du célèbre roman picaresque Guzman d'Alfarache.

## Biographie
D'origine judéoconverse, fils de Hernando Aleman, médecin, et de Juana del Nero (ou Enero), d'origine génoise, il naît à Séville en 1547, la même année que Miguel de Cervantes. Il fit lui aussi des études de médecine, à Séville, puis à Salamanque et Alcalá de Henares, mais n'exerça jamais. En 1608, il s'installe à Mexico.
Son principal ouvrage le rendit célèbre dans toute l'Europe, bien qu'il n'en tirât que fort peu de bénéfices pécuniaires, de nombreuses éditions s'étant faites sans autorisation. De fait, il connut d'importantes difficultés financières et vécut dans une grande pauvreté toute sa vie durant.
Une citation importante de Le Gueux ou la Vie de Guzman d’Alfarache : « Monsieur, comme il y a tant de malades et que l'hôpital était insuffisant et pauvre, vu qu'il y avait beaucoup de fous et peu de sages, on s'est avisé d'interchanger les lieux : maintenant l'infirmerie est le monde entier ». L'Histoire nous apprend à nous méfier du langage, il peut changer le monde sans qu'on y prenne garde pour le meilleur parfois et pour le pire souvent.